# Hans Otto Thiele
Hans Otto Thiele (* 22. Januar 1938 in Köln; † 20. Oktober 2022 in Bad Wildungen) war ein deutscher Jurist. Er war von März 1989 bis Januar 2003 Richter am Bundessozialgericht.

## Leben und Wirken
Thiele trat nach Abschluss seiner juristischen Ausbildung 1967 in den höheren Dienst beim damaligen Bundesministerium für Arbeit und Sozialordnung ein. Unterbrochen durch einen Studienaufenthalt beim Internationalen Arbeitsamt in Genf und eine Abordnung an das Bundesversicherungsamt in Berlin, war er bis März 1989 im Bundesministerium für Arbeit und Sozialordnung tätig, zuletzt als Ministerialrat. Thiele trat am 31. Januar 2003 in den Ruhestand.
Mit der Ernennung zum Richter am Bundessozialgericht am 7. März 1989 wies das Präsidium Thiele zunächst dem für das Versicherungs- und Beitragsrecht zuständigen 12. Senat zu. Von 1999 bis 2003 gehörte er dem für das Recht der gesetzlichen Unfallversicherung zuständigen 2. Senat an.